# Luciano de Sousa Guimarães
José Luciano de Sousa Guimarães, ou  Magalhães segundo outras fontes, primeiro e único barão de São Francisco da Glória, foi um nobre brasileiro. Recebeu seu título a 25 de setembro de 1889. Tal distinção lhe foi concedida dada tua participação na política regional do município de Tombos de Carangola (atual Tombos), em Minas Gerais, onde serviu como vereador da câmara municipal, capitão, subdelegado do distrito policial, juiz de paz, etc.